# Луонго, Роберто
Роберто Луонго (итал. Roberto Luongo; 4 апреля 1979, Монреаль, Квебек, Канада) — канадский хоккеист, вратарь. Луонго стал первым вратарём, занимающим пост капитана команды НХЛ, после Билла Дёрнана, который был назначен капитаном «Монреаль Канадиенс» в сезоне 1947/48.
Луонго был дважды номинирован на Везина Трофи в сезонах 2003/04 и 2006/07, но оба раза проиграл Мартину Бродёру из «Нью-Джерси Девилз». В 2007 году Луонго также был претендентом на «Лестер Пирсон Эворд» и «Харт Трофи», но проиграл оба трофея Сидни Кросби. Занимает четвёртое место в истории НХЛ по количеству побед среди вратарей в регулярных сезонах (489 побед в 1044 матчах). В 2022 году был включён в Зал хоккейной славы.
На международной арене в составе сборной Канады Луонго принимал участие во множестве турниров. Он выиграл серебряную медаль на молодёжном чемпионате мира в Канаде в 1999 году, а также принимал участие в четырёх чемпионатах мира, на которых завоевал две золотые и одну серебряную медали. Кроме того, он выиграл Кубок мира в 2004 году и принимал участие в зимних Олимпийских играх в Турине в 2006 году, в обоих случаях в качестве запасного вратаря. В 2010 и 2014 годах выступал на зимних Олимпийских играх в Ванкувере и Сочи и стал двукратным олимпийским чемпионом.

## Биография

### Карьера в НХЛ
Луонго родился в Монреале, в провинции Квебек. Его отец был итальянским иммигрантом, который переехал в Монреаль в 1976 году и работает в фирме по строительству и поставке мебели, а его мать имеет ирландско-канадские корни и работает в области маркетинга в компании Air Canada. Луонго имеет двух младших братьев — Лео и Фабио, которые также стремятся стать голкиперами. Луонго и его семья жили в Сент-Леонарде, в районе к северу от Монреаля, с большой итальянской общиной, в четырёх кварталах от Мартина Бродёра.
В 1995 году Луонго дебютировал в юниорской лиге Квебека (QMJHL) в составе команды «Валь-д'Ор Форёрз». В 1997 году был выбран под общим 4-м номером командой «Нью-Йорк Айлендерс», однако следующие два сезона всё равно провёл в «Валь-д’Ор Форёрз». В 1999 году, после выступления на молодёжном чемпионате мира в Канаде, Луонго подписал трёхлетний контракт с «Айлендерс» на сумму 2,775 миллионов долларов. В следующем сезоне Луонго дебютировал в Американской хоккейной лиге в составе команды «Лоуэлл Девилз». В НХЛ дебютировал 6 декабря 1999 года в матче против «Бостон Брюинз», в котором сделал 43 сейва, благодаря чему «Айлендерс» победили 2:1 По окончании сезона 1999/2000 генеральный менеджер «Айлендерс» Майк Малбури обменял Луонго вместе с Олли Йокиненом во «Флориду Пантерз» в обмен на Марка Пэрриша и Олега Квашу. Учитывая то, что и Луонго, и Йокинен вскоре стали звёздами НХЛ, этот обмен в будущем подвергся серьёзной критике.

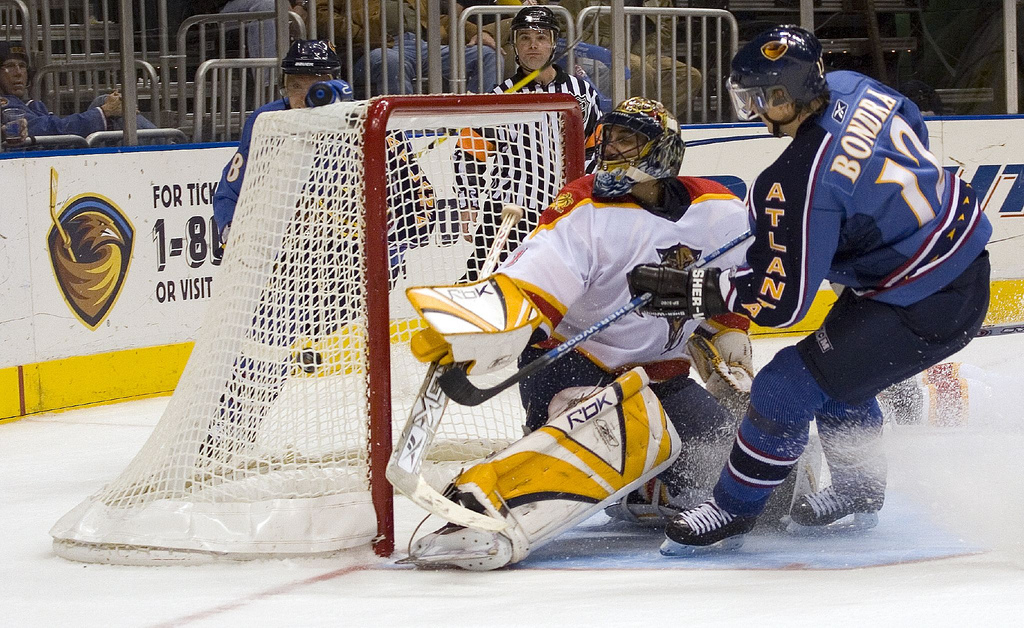
Луонго в игре против форварда «Атланты» Петера Бондры.

Свой первый сезон за «Флориду» Луонго начал с борьбы за место в основном составе с Тревором Киддом, но вскоре после начала сезона стал безоговорочным первым номером «Пантерз». 13 сентября 2001 года Луонго заключил четырёхлетний контракт с «Флоридой». Однако после 58 игр в сезоне 2001/2002, в игре против «Монреаль Канадиенс» 20 марта 2002 года, Луонго получил травму и пропустил остаток сезона. По окончании сезона 2003/2004 Луонго впервые номинировался на «Везина Трофи» — приз лучшему голкиперу по результатам сезона, однако в голосовании занял лишь второе место, уступив Мартину Бродёру. Сезон 2004/2005 Луонго полностью пропустил из-за локаута в НХЛ, по окончании этого сезона Луонго остался без контракта, и после арбитражного разбирательства, 25 августа 2005 года заключил новый, однолетний контракт с «Флоридой» на сумму 3,2 миллиона долларов. В течение этого сезона Луонго одержал 35 побед и в 8 матчах отстоял на ноль. После окончания сезона Луонго вновь стал свободным агентом, но не смог договориться с «Флоридой» о новом контракте.

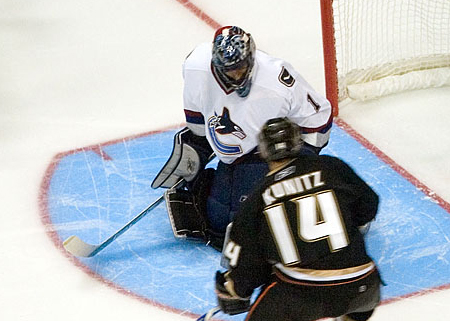
Луонго в игре против Криса Кунитца в сезоне 2006—2007.

Перед началом сезона 2006/07 Луонго был обменян в «Ванкувер Кэнакс» вместе с защитником Лукашом Крайчеком и форвардом Сергеем Широковым в обмен на нападающего Тодда Бертуцци, защитника Брайана Аллена и голкипера Александра Олда. Сразу же после сделки Луонго подписал четырёхлетний контракт с «Ванкувером» на сумму 27 миллионов долларов. В своём новом клубе Луонго сразу же занял место основного вратаря. Особенно удачным для Луонго выдался сезон 2006/2007, в котором «Ванкувер» дошёл до четвертьфинала Западной конференции, а Луонго был номинирован сразу на три индивидуальных трофея — «Везина Трофи», «Лестер Пирсон Эворд» и «Харт Трофи», но не завоевал ни одного из них. 30 сентября 2008 года, перед началом сезона 2008/2009, Луонго был назначен капитаном «Ванкувера», заменив на этом посту перешедшего в «Нью-Йорк Рейнджерс» Маркуса Неслунда.
2 сентября 2009 года руководство «Ванкувера» объявило о подписании нового контракта с Роберто Луонго сроком на 12 лет на сумму около $ 64 млн, со средним окладом в размере $ 5,33 млн за сезон.
В сезоне 2010/11 «Ванкувер» с Луонго на воротах дошёл до финала Кубка Стэнли. В финальной серии Роберто сделал 2 шатаута, но этого оказалась недостаточно для победы. «Косатки» проиграли 7-й матч в Ванкувере со счётом 0:4, а с ним и серию 3–4.
5 марта 2014 году вернулся во «Флориду» в результате обмена. Вместе с «Пантерз» в сезоне 2015/16 выиграл Атлантический дивизион и попал в плей-офф. Но «Флорида» уступила в первом же раунде «Айлендерс» со счётом 2–4 в серии, хотя Роберто показал феноменальный процент отраженных бросков – 93,4%.
5 апреля 2018 года стал 3-м вратарем в истории НХЛ (после Патрика Руа и Мартина Бродёра), сыгравшим 1000 матчей в НХЛ. В этой встрече против «Бостон Брюинз» отразил 26 бросков из 28 и помог «Флориде» одержать победу со счётом 3:2.
26 июня 2019 года объявил, что после 19 сезонов, проведённых в НХЛ, завершает карьеру.

### Международная карьера

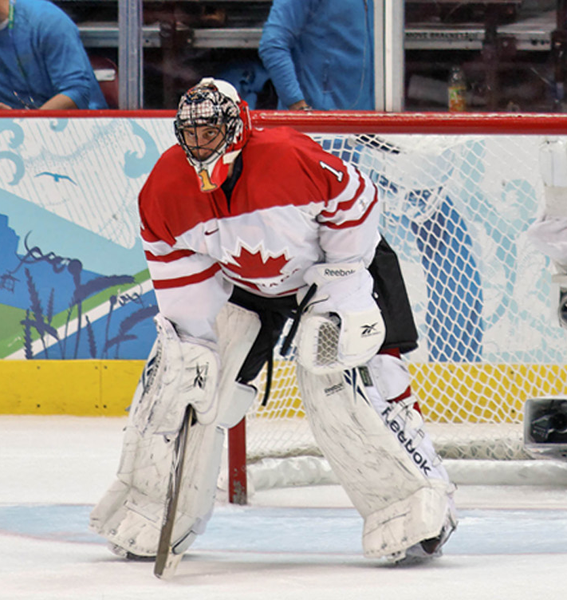
Луонго на Олимпийских играх 2010 в Ванкувере в матче против сборной России

На международной арене Луонго дебютировал в 1998 году на молодёжном чемпионате мира по хоккею в Финляндии в составе сборной Канады в качестве резервного голкипера. В 1999 году, на молодёжном чемпионате мира в Канаде, Луонго выступал уже в роли основного голкипера и привёл свою команду к серебряным медалям, пропустив гол в овертайме финального матча против молодежной сборной России.
Во взрослых соревнованиях Луонго дебютировал в 2001 году на чемпионате мира в Германии. Всего в активе вратаря выступление на четырёх чемпионатах мира. Дважды, в 2003 и 2004 годах, Роберто приводил свою команду к золоту чемпионатов мира, и однажды, в 2005 году, к серебру. В 2004 году Луонго в составе команды Канады стал победителем Кубка мира. Также принимал участие в зимних Олимпийских играх в Турине в 2006 году, где сыграл два матча против команд Германии и Финляндии, а сборная Канады уступила в четвертьфинале команде России.
В 2010 году на зимних Олимпийских играх в Ванкувере отыграл «на ноль» матч открытия против Норвегии (8:0), затем, после не очень удачной игры Мартина Бродёра в двух следующих играх, занял место основного голкипера, выиграл матчи с Германией, четвертьфинал с Россией (7:3), полуфинал со Словакией (3:2) и финальный матч со сборной США (3:2 ОТ).
Вошёл в состав сборной Канады и на следующей Олимпиаде в Сочи, но сыграл лишь в одном матче против сборной Австрии (6:0), в котором отразил все 23 броска по своим воротам. По итогам турнира стал двукратным олимпийским чемпионом.

## Личная жизнь
Женат на Джине Кербоун. У пары есть дочь Габриелла Анна Луонго (род. 27 марта 2008) и сын Джанни Антонио Луонго (род. 29 декабря 2010).

## Награды и достижения
| Награда                                                                  | Год            |
| ------------------------------------------------------------------------ | -------------- |
| Майк Босси Трофи                                                         | 1997           |
| Обладатель Президентского кубка (Валь-д'Ор Форёрз, Акади-Батерст Тайтан) | 1998, 1999 (2) |

| Награда                          | Год                     |
| -------------------------------- | ----------------------- |
| Участник матча молодых звёзд НХЛ | 2002                    |
| Вторая сборная всех звёзд НХЛ    | 2004, 2007              |
| Приз Марка Мессье                | Март 2007               |
| Участник Матча всех звёзд НХЛ    | 2004, 2007, 2008*, 2009 |
| Уильям М. Дженнингс Трофи        | 2011                    |

| Награда                                        | Год        |
| ---------------------------------------------- | ---------- |
| Лучший вратарь молодёжного чемпионата мира     | 1999       |
| Сборная всех звёзд молодёжного чемпионата мира | 1999       |
| Чемпион мира                                   | 2003, 2004 |
| Обладатель Кубка мира                          | 2004       |
| Олимпийский чемпион                            | 2010, 2014 |